# Thiès

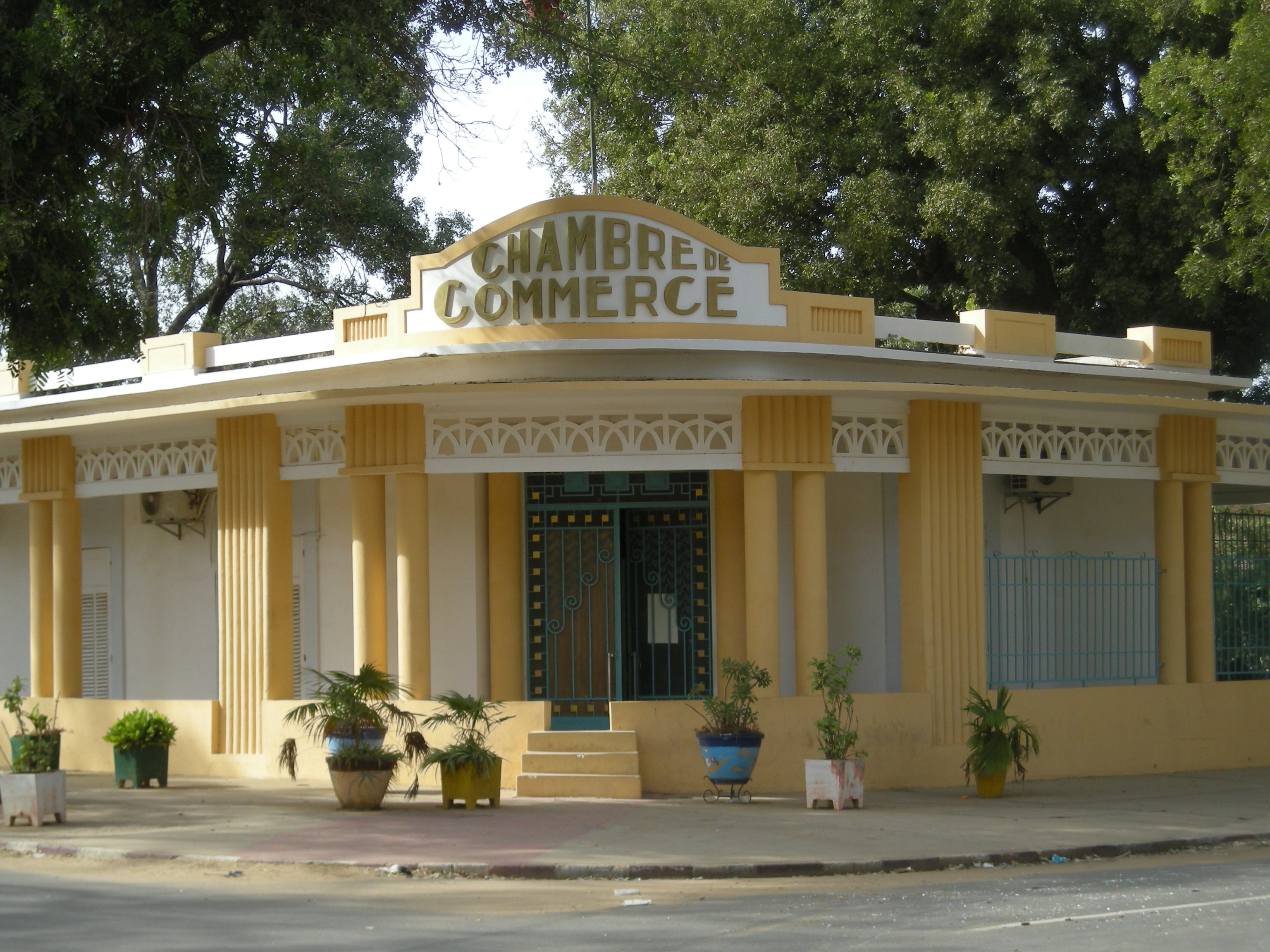
Wirtschaftskammer

Thiès [tjɛs] ist mit über 390.000 Einwohnern eine Großstadt in Senegal, die als Ville de Thiès aus drei Stadtbezirken im Status von Gemeinden besteht. Ferner ist das Stadtgebiet in zwei Arrondissements unterteilt. Thiès liegt im zentralen Westen Senegals und ist durch seine Lage ein Bindeglied zwischen der Cap-Vert-Halbinsel mit der bevölkerungsreichen Metropolregion Dakar und dem Landesinneren. Die Stadt ist Präfektur des Départements Thiès und Hauptstadt der Region Thiès. Ausgangspunkt der Stadtentwicklung war ein französischer Militärstützpunkt und der spätere Ausbau als Eisenbahnknotenpunkt. Das Rathaus Hôtel de ville liegt im Stadtbezirk Thiès Nord. Die Stadt beherbergt unter anderem die Université Iba Der Thiam de Thiès, die École polytechnique de Thiès, ein Museum und eines der ältesten noch betriebenen Kinos des Landes.

## Geschichte
Thiès wurde im Jahre 1863 von der französischen Kolonialmacht als Fort angelegt. 1885 wurde die Eisenbahnlinie Dakar-Saint-Louis eröffnet mit einem Halt in Thiès. Bald darauf siedelten sich dort Händler an, und die Spiritaner gründeten eine Mission, um die lokale Bevölkerung vor Überfällen mauretanischer Sklavenjäger zu schützen. Der Bahnlinie diente der ersten Erschließung eines Erdnussbeckens und der Bahnhof Thiès war ein wichtiger Umschlagplatz für den Export von Erdnüssen.
Im Jahr 1890 zählte der Ort 1200 Einwohner, 1914 waren es 2400. Den Status einer Gemeinde übertruge die französische Kolonialverwaltung an Thiès im Jahr 1904, weil hier ein zentraler Punkt des geplanten Eisenbahnnetzes war. Die strategische und wirtschaftliche Rolle der Stadt wurde durch den Bau der Bahnlinie von Thiès nach Kayes und zum Niger ab 1907 verstärkt und durch weitere Zweiglinien nach Linguère, nach Mbacké und Touba sowie nach Kaolack. 
1914 wurde in Thiès ein Ausbildungslager der Tirailleurs sénégalais eingerichtet.
Die Bedeutung der Eisenbahn in Thiès nahm durch die Ansiedlung von Reparaturwerkstätten im Jahr 1923 und der Hauptverwaltung im Jahr 1934 weiter zu. Die Stadt wuchs von 3000 Einwohnern im Jahr 1921 auf 13.000 im Jahr 1929 und 22.000 im Jahr 1939, darunter 1200 Europäer. Viele Unternehmen, die nur von Erdnüssen und anderen landwirtschaftlichen Ressourcen lebten, gingen in den 1930er Jahren in Insolvenz. 1934 wurden die Eisenbahnwerkstätten von Dakar, die das Material für die Linie Dakar-Saint-Louis warteten, nach Thiès verlegt, was die Bedeutung der Stadt weiter erhöhte. Hier fand 1947 und 1948 der senegalesische Eisenbahnarbeiter-Aufstand gegen rassistische Arbeitsbedingungen statt.
Die Entwicklung der Stadt war auch mit dem Bau von Militärstützpunkten verbunden.
1953 zählte die Stadt 40.000 Einwohner. Léopold Sédar Senghor, der spätere erste Präsident des unabhängigen Senegal, wurde im November 1956 zum Bürgermeister von Thiès gewählt.
Thiès ist Sitz des 1969 geschaffenen Bistums Thiès.
Im Jahr 2008 wurde die städtische Kommune Thiès in die drei communes d’arrondissement Thiès Nord, Thiès Est und Thiès Ouest zergliedert. Diese waren dem Arrondissement de Thiès Nord bzw. dem Arrondissement de Thiès Sud unterstellt und diese wiederum wurden in der Großstadt Ville de Thiès zusammengefasst; ähnlich der kommunalen Gliederung der Hauptstadt Dakar. Im Jahr 2014 erhielten die drei Stadtbezirke von Thiès, wie in Senegal alle communes d'arrondissement, den landesweit einheitlichen Status einer Gemeinde (commune).

## Bevölkerung
Die letzten Volkszählungen ergaben für die Stadt jeweils folgende Einwohnerzahlen:
| Jahr | Einwohner |
| ---- | --------- |
| 1976 | 115.245   |
| 1988 | 175.465   |
| 2002 | 237.215   |
| 2013 | 317.763   |
| 2023 | 391.253   |

## Gliederung
Die  Großstadt Ville de Thiès ist seit dem Jahr 2008 in drei Communes (städtischen Gemeinden) zergliedert, die organisatorisch in zwei Arrondissements zusammengefasst sind. Das Stadtgebiet hatte 2023 eine Fläche von 34,931 Quadratkilometern.
| Teilgebiet                   | Fläche km² | Einwohner 2013 | Einwohner 2023 |
| ---------------------------- | ---------- | -------------- | -------------- |
| Arrondissement de Thiès Nord | 19,100     | 104.095        | 136.138        |
| Thiès Nord                   | 19,100     | 104.095        | 136.138        |
| Arrondissement de Thiès Sud  | 15,831     | 213.668        | 255.115        |
| Thiès Est                    | 5,521      | 132.081        | 166.256        |
| Thiès Ouest                  | 10,310     | 81.587         | 88.859         |
| Ville de Thiès zusammen      | 34,931     | 317.763        | 391.253        |

## Verkehr
Durch den nationalen Verkehrsknotenpunkt Thiès führt die Nationalstraße N 2. Sie verbindet die Stadt nach Westen über Rufisque mit den Großstädten der Metropolregion Dakar, mit Pikine, Guédiawaye und der Hauptstadt Dakar. Nach Norden und Osten führt sie in einem großen Bogen weiter, zunächst in einigem Abstand der Grande-Côte und dann dem linken Senegalufer folgend, durch die Städte Tivaouane, Kébémer, Louga, Saint-Louis, Richard Toll, Dagana, Ourossogui und zuletzt mit Kidira an die malische Grenze. Von der N2 zweigt in Thiès die N 3 nach Osten ab. Sie verbindet die Stadt mit Khombole, Bambey, Diourbel, Mbacké, Touba, Dahra Linguère, Ranérou, Ourossogui und Matam und mit der Grenze zu Mauretanien am Ufer des Senegal. Nach Süden besteht über Nebenstraßen ein Anschluss an die N 1 zur 40 Kilometer entfernten Hafenstadt Mbour an der Petite-Côte und in den bevölkerungsreichen Süden des Landes.
Ferner verzweigen sich am Bahnhof Thiès die 1885 fertiggestellte Eisenbahnstrecke Dakar–Saint-Louis, die durch das Küstenhinterland führt, und die 1923 in Betrieb gegangene und für den Güterverkehr im Erdnussbecken und mit dem Nachbarland Mali bedeutende Linie nach Osten über Diourbel und Tambacounda zum Grenzbahnhof Kidira und über den Grenzfluss Falémé. Von dieser Hauptlinie gab es zwei Abzweigungen zum Pilgerzentrum Touba und zur Hafenstadt Kaolack.
Südlich der Stadt bestehen über die Anschlussstellen 1 Thiès-Sud und 2 Thiès-Est zwei Zufahrten zur mautpflichtigen Autoroute 2.
Über den 20 km entfernt gelegenen Flughafen Dakar-Blaise Diagne ist Thiès an das internationale Luftverkehrsnetz angeschlossen.

## Wirtschaft
Die Stadt ist weithin für ihre Teppichindustrie bekannt. Eigens dafür wurde im Jahr 1966 eine der größten Fabriken des Landes errichtet. Weiterhin ist die Stadt Viehhandels- und Fleischverarbeitungszentrum. Die Stadt ist Straßen- und Schienen-Knotenpunkt. In der Region werden überwiegend Reis, Maniok, Erdnüsse, Hirse und Früchte produziert. Im nahegelegenen Palo wird für den Export wichtiges Aluminium-Phosphat abgebaut.

## Städtepartnerschaften
Thiès unterhält seit 1965 eine Städtepartnerschaft zum tunesischen Sousse sowie seit 1992 zu Caen in Frankreich. 1966 war ein Partnerschaftsvertrag mit der Stadt Jena geschlossen worden, der jedoch nicht von langfristiger Wirkung war. Zu Solingen in Deutschland gab es seit 1990 eine Städtefreundschaft; seit 2016 ist es eine Städtepartnerschaft.

## Söhne und Töchter der Stadt
- Mbaye Gana Kébé (1936–2013), Schriftsteller
- Bass Dhem (* 1955), Schauspieler, Regisseur, Maler und Musiker
- Sea Diallo (1958–2025), Künstler
- Habib Koité (* 1958), malischer Musiker
- Idrissa Seck (* 1959), Politiker und Premierminister (2002–2004)
- Coumba Gawlo (* 1972), Griot‐Sängerin
- Jean-Louis Tavarez (* 1972), Fußballspieler
- Babacar N’Diaye (* 1973), Fußballspieler
- Victor Ndione (* 1973), römisch-katholischer Geistlicher, Bischof von Nouakchott
- Ousmane Sonko (* 1974), Politiker
- Ousmane N’Doye (* 1978), Fußballspieler
- Birahim Diop (* 1979), Fußballspieler
- Kader Mangane (* 1983), Fußballspieler
- Malick Badiane (* 1984), Basketballspieler
- Moussa Diagne (* 1984), US-amerikanisch-senegalesischer Basketballspieler
- Baye Djiby Fall (* 1985), Fußballspieler
- Dame N’Doye (* 1985), Fußballspieler
- Issa Ndoye (* 1985), Fußballspieler
- Cheikh Guèye (* 1986), Fußballspieler
- Mame N’Diaye (* 1986), Fußballspieler
- Dieylani Fall (* 1989), Fußballspieler
- Ablaye Mbengue (* 1992), Fußballspieler
- Khouma Babacar (* 1993), Fußballspieler
- Habib Diallo (* 1995), Fußballspieler
- Mbaye Ndiaye (* 1999), Basketballspieler
- Massamba Ndiaye (* 2001), Fußballspieler